# Corpi Volontari Lombardi
I Corpi Volontari Lombardi detti anche all'origine Corpi Franchi Lombardi furono un'unità militare, composta essenzialmente da volontari lombardi ma anche italiani, polacchi e svizzeri, al comando del Governo Provvisorio Lombardo,  presieduto da Gabrio Casati, che nel corso della Prima guerra di indipendenza  del 1848 operò una parte a fianco del Regno di Sardegna e l'altra autonomamente nel Trentino sud occidentale e sulle sponde del  lago di Garda contro gli austriaci a sostegno dei piemontesi impegnati nella pianura padana. Il comando generale presieduto dal generale  Teodoro Lechi aveva sede a Milano e al 7 luglio 1848 gli  effettivi dei Corpi Volontari consistevano in 22.265 uomini.

## L'impiego in Trentino e sul Lago di Garda

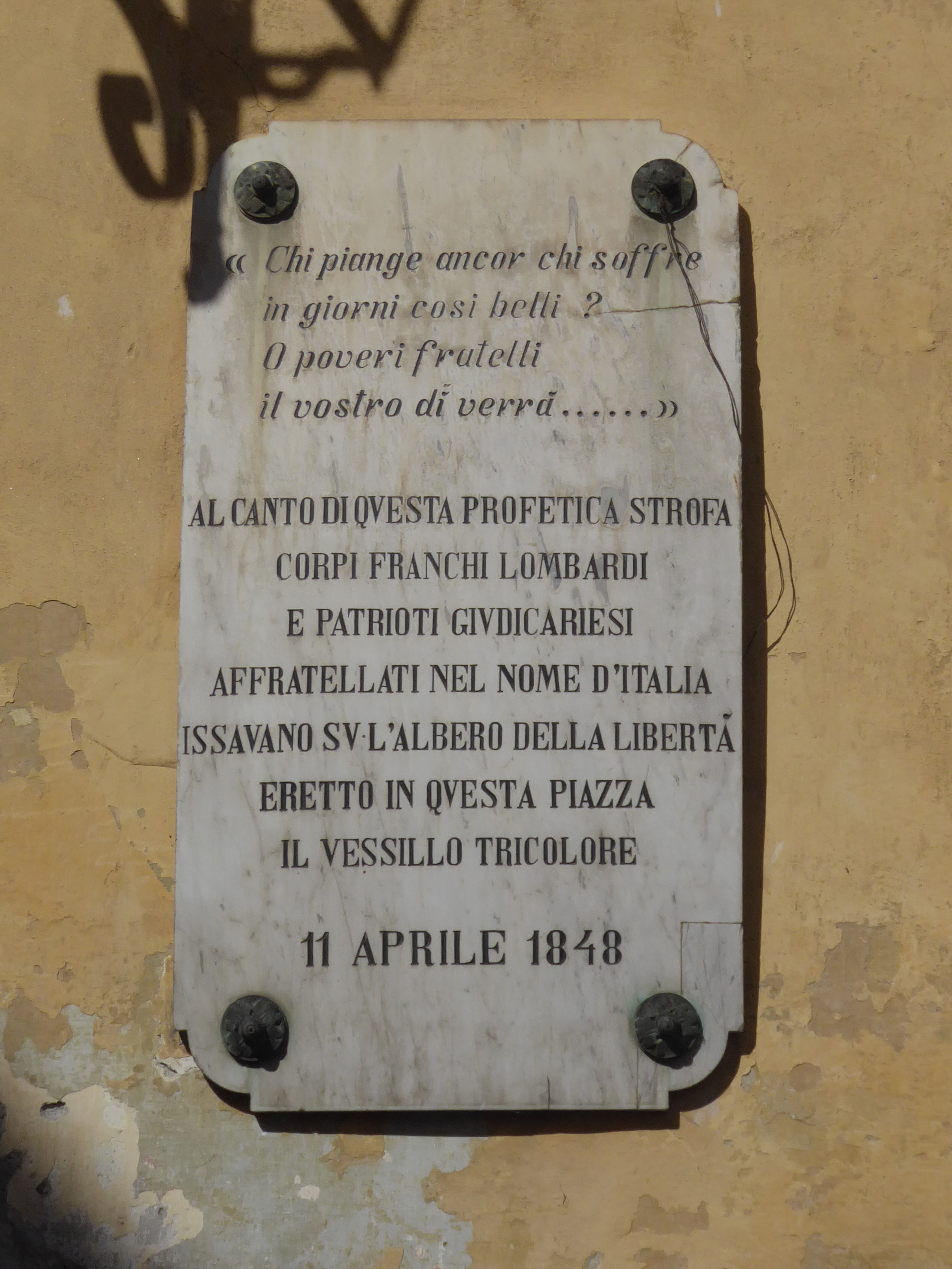
Targa ai Corpi Franchi Lombardi sull'ex palazzo della Prefettura di Tione di Trento

Allo scoppio della prima guerra di indipendenza del 1848, tutti i volontari italiani accorsi in Lombardia   per combattere l'Austria e forti di circa 5.000 uomini, furono organizzati militarmente dal Governo e Provvisorio Lombardo nei cosiddetti Corpi Franchi. Una parte di essi  il 2 aprile  furono posti al comando del generale Michele Allemandi, con il quartier generale a Salò sul lago di Garda, e furono impiegati nell'invasione del Trentino sud occidentale con lo scopo di ostacolare un'eventuale ritirata austriaca nella Valle dell'Adige, i  rinforzi al Quadrilatero e proteggere la sponda del Lago di Garda contro un'ipotetica invasione austriaca.
I volontari erano organizzati in colonne: la 1ª Colonna al comando del maggiore Luciano Manara,  la 2ª Colonna al comando del ticinese Antonio Arcioni, la 3ª Colonna al comando del colonnello Ernest Perrot De Thannberg, la 4ª Colonna di Vittorio Longhena e il 1º Battaglione di linea bresciano che diedero prova durante la campagna di indisciplina e male organizzazione. Lo stesso Luciano Manara fu minacciato dai volontari del Battaglione di Bois Guilbert con la baionetta, il capitano svizzero Giovanni Carlo Ott fu preso di mira dai suoi nella ritirata.
Secondo i cronisti del tempo i volontari erano: “Diversi d'abiti e d'armi, chi logora e sdrucida vestiva la tunica del nazionale velluto, chi le fogge eleganti ma sciupate delle città, chi insaccato negli uniformi degli uccisi Tedeschi e chi, bizzarramente abbigliato, si credeva guerresco ed era invece teatrale. Berretti d'ogni foggia, d'ogni colore: cappelli all'Ernani, alla Puff, alla Calabrese, e larghe sciarpe e volanti nastri e coccarde a profusione: povertà deplorabile di vesti militari; non sacchi, non cappotti, non giberne; deficienza dell'armi, con fucili disadattati e diversi, e pugnali e pistole di tutte le forme. Giovinetti di nobili ed agiate case, fuggiti il 18 marzo dalla scuola e sparsi ancora della polvere onorata delle barricate, austriaci disertori, contadini che lasciata la marra (zappa) pigliavano un fucile”.
Tra l'8 e il 20 aprile le colonne Arcioni e Longhena invasero il Trentino spingendosi fino a Tione di Trento, Stenico e a Castel Toblino, ma furono fermati al lago di Santa Massenza e a Vezzano, poco distante da Trento, ove il 15 aprile una pattuglia di 21 volontari  della Compagnia bergamasca di Antonio Gasperini, fu catturata dal colonnello Friedrich Zobel e tutti i volontari furono poi fucilati come briganti e disertori dell'esercito austriaco nella fossa del Castello del Buonconsiglio a Trento il 16. Tra i fucilati si ricorda Giovanni Francesco Luigi Blondel, nipote di Alessandro Manzoni. Il 20 aprile a Sclemo presso Stenico i volontari furono nuovamente sconfitti dal maggiore Pompeius Scharinger von Lamazon lasciando sul terreno circa 40 caduti. La spedizione fu fermata dall'ordine dell'Allemandi visto il mancato appoggio dell'esercito sabaudo e delle due colonne che dovevano operare dalla Valtellina.
Il 9 aprile su ordine del generale Carlo Canera di Salasco, capo dello stato maggiore sabaudo, i Corpi Franchi Lombardi attaccarono la fortezza di Peschiera per creare un diversivo alle truppe sabaude impegnate a Monzambano e Goito,  ma furono messi in fuga da 3.000  austriaci nella Battaglia di Castelnuovo del Garda e costretti a ritirarsi a Lazise e Bardolino. Il 18 aprile fallì pure il tentativo di conquistare la città di Riva del Garda in quanto respinti con molti morti dal colonnello Friedrich Zobel mentre il 24 aprile viene occupata l'austriaca Val Vestino che prontamente aderiva al Governo provvisorio bresciano.
Con decreto del Governo Provvisorio Lombardo emanato a Milano il 17 aprile 1848 il Corpo Volontari Lombardi viene organizzato in milizie regolari suddivisi i reggimenti e battaglioni e richiamati dal Tirolo. Alcuni reparti furono sciolti altri, come la colonna Arcioni, se ne ritornarono a casa  rientrando nel Ticino. Vista la condotta fallimentare del generale Allemandi  fu sostituito nel comando dei Corpi.
Il 27 aprile 1848 il generale Giacomo Durando, dell'esercito sabaudo, assunse il comando dei Corpi Volontari denominati Corpo di Osservazione del Tirolo. Pose il quartier generale a Lavenone, nominò il tenente colonnello Alessandro Monti capo del suo stato maggiore, riorganizzò militarmente i volontari ai quali mancavano denaro, armi, munizioni, cappotti, giberne e scarpe. Il generale Durando ebbe  l'ordine di attestarsi sulla linea di confine di Bagolino-Ponte Caffaro-lago d'Idro-Val Vestino-Tignale-Tremosine-Limone sul Garda sostenendo la Rocca d'Anfo, coprire la città di Brescia, mantenere le comunicazioni con Peschiera del Garda e difendere la riva destra del lago di Garda.
Il Corpo aveva una forza combattente di 3.717 uomini ed era composto da:
- Battaglione Bersaglieri Lombardi del maggiore Luciano Manara (500 uomini), tra questi i fratelli Emilio e Enrico Dandolo;
- Battaglione  del colonnello Ernest Perrot De Thannberg o Guide del Tirolo;
- Battaglione o Legione Lombarda del maggiore Giovanni Battista Borra, tra questi milita anche il capitano Carlo Pisacane comandante della 5ª Compagnia di Cacciatori;
- Battaglione Disertori  del 38º Reggimento fanteria austriaco "Haugwitz"[4] agli ordine del maggiore poi colonnello dell'esercito sabaudo Luigi Beretta;
- Battaglione Disertori Doganieri comandato dal maggiore Ludovico Trotti;
- 1º Battaglione Cacciatori Bresciani del maggiore piemontese Cresia stanziato a Brescia (1.629 uomini);
- Legione polacca del colonnello Kamiensky Miecislaw (158 uomini);
- Legione Tridentina (198 uomini) al comando del capitano Giovanni Peyrone  del 4º Reggimento della fanteria reale sarda;
- Legione Cremonese del maggiore dottor Gaetano Tibaldi (300 uomini);
- Battaglione Toscano del maggiore Ghilardi
- Compagnia Svizzera al comando del capitano Giovanni Carlo Ott;
- Reggimento o Cacciatori  della Morte del maggiore Francesco Anfossi[1].

## Cronologia dei fatti principali
Il Corpo di Osservazione del Tirolo sostenne scontri con gli austriaci a Nozza, sul Monte Stino a Capovalle, al Ponte Caffaro,  a Bagolino e sul Monte Nota a Tremosine.
- 22 maggio attacco degli austriaci del generale Wilhelm von Lichnowsky, comandante delle truppe del Tirolo con 3.000 uomini, tre cannoni e una batteria di racchette a Monte Suello, sulla sponda  del fiume Caffaro, tenuti dal Reggimento della Morte, in Val Vestino e a Capovalle: i nemici vengono respinti, ma viene saccheggiato dai volontari il paese di Ponte Caffaro e Lodrone. 40 morti e 10 feriti tra i volontari.
- 27 maggio nuovo attacco degli austriaci nei pressi di Moerna e Capovalle in Val Vestino ma furono respinti dalla colonna del colonnello Thannberg.
- 1-5 giugno, due compagnie del I Battaglione "Manara" presidia il Monte Stino.
- 16 giugno, la 5ª Compagnia Cacciatori del capitano Carlo Pisacane si scontra con gli austriaci nei pressi di Molina di Ledro: gli austriaci accusano 10 perdite tra morti e feriti.
- 28 giugno il capitano Carlo Pisacane viene ferito al braccio durante uno scontro a Monte Nota con gli austriaci.
- Nella notte tra il 23 e il 24 luglio attacco austriaco a Ponte Caffaro che viene respinto.
- In seguito della sconfitta piemontese nella battaglia di Custoza, a  fine luglio i Corpi Volontari vengono riuniti fra Anfo e Vestone in previsione di un loro ritiro in Piemonte.
- 1º agosto il Battaglione Manara e la Legione polacca presidiano Gavardo.
- 6 agosto, 2.000 uomini del Btg. Borra, Legione Polacca e Btg Manara attaccano a Carzago Riviera e a Lonato gli austriaci mettendoli in fuga.
- 7 agosto la Legione Thannberg attacca gli austriaci a Monte Suello scacciandoli.
- I Corpi Volontari si ritirano  il 13 agosto a Bergamo, il 15 a Monza  e il 19 entrano nel territorio piemontese. Acquartierati a Novara e a Trino Vercellese furono sciolti nel settembre 1848.